# Roy Orbison Sings
Roy Orbison Sings är ett studioalbum av Roy Orbison, utgivet i maj 1972 på skivbolaget MGM Records. Albumet är producerat av Roy Orbison och Joe Melson (spår 1, 5, 7 och 9), Don Gant (spår 2 och 8), Wesley Rose (spår 3, 4, 6 och 11) samt Mike Curb (spår 10).

## Låtlista
1. "God Love You" (Roy Orbison/Joe Melson)
2. "Beaujolais" (John Carter/Tim Gilbert)
3. "If Only For Awhile" (Bill Dees/Larry Henley)
4. "Rings Of Gold" (Gene Thomas)
5. "Help Me" (Roy Orbison/Joe Melson)
6. "Plain Jane Country (Come To Town)" (Eddy Raven)
7. "Harlem Woman" (Roy Orbison/Bill Dees)
8. "Cheyenne" (John Carter/Tim Gilbert)
9. "Changes" (Roy Orbison/Joe Melson)
10. "It Takes All Kinds Of People" (Roy Orbison/Mike Curb)
11. "Remember The Good" (Mickey Newbury)